# Los Volcanes (Chillán)
Los Volcanes es un conjunto de ocho barrios homónimos construidos entre 1990 y 1996 ubicados al oriente de la ciudad de Chillán, en la Región de Ñuble, Chile. El nombre de este conjunto deriva de las calles que lo conforman, donde cada una de ellas lleva el nombre de un volcán chileno. 
La presencia de servicios como centro de salud, jardín Infantil, centros religiosos, centros educativos y los destacados persas o mercados libres denominados Cordillera y Monterrico, además de los proyectos de construcción de una comisaría de carabineros y una compañía de bomberos han hecho considerar que el sector se convierta a futuro en una comuna independiente de Chillán, junto al sector de Lomas de Oriente.

## Historia
El lugar que hoy ocupa la Villa Los Volcanes, antiguamente fue parte de la Chacra Santa Filomena, perteneciente a doña Filomena Vildósola y don Manuel Reyes, cual abarcaba entre las avenidas Los Puelches, Alonso de Ercilla, Nueva Oriente y el Camino a San Bernardo. Sus descendientes dividieron el terreno en catorce parcelas destinadas a Marcos, Silvia, Pilar, Guillermo, Héctor, Fernando y Luis Morales, siendo las parcelas de los cinco últimos mencionados, los terrenos en que hoy se ubica el barrio.
Las tierras de don Luis Morales abarcaba lo que hoy corresponde al Persa Monterrico y los supermercados Acuenta y El Ofertón, teniendo como vía central a la calle Volcán San José. El de don Fernando Morales comprendía lo que hoy son las etapas 1, 2 y 3 del barrio, teniendo por límite norte a las calles Volcán Antuco y Volcán Calbuco, trazando la calle Sierra Nevada como eje central, abarcando lo que hoy corresponde a la Capilla Santísimo Sacramento, Colegio Coyam y el Terminal de buses de la Línea 6 y Terminal de colectivo de la línea 13. Por su parte, las tierras de don Héctor Morales, en la actualidad abarcan como eje central la calle Los Andes, y su trazado abarca hoy en día a la Tercera Compañía de Bomberos de Chillán, la Sala Cuna El Buen Pastor, además de la Villa Monterrico. Los terrenos de Pilar Morales, hoy en día corresponden a la gasolinera Petrobras, teniendo como límite norte a la calle Esmeralda, abarcando la Plaza de Los Volcanes. Guillermo Morales tenía tierras entre calle Esmeralda y el límite formado entre los barrios Santa Filomena y Los Volcanes, abarcando lo que hoy corresponde la Capilla Padre Hurtado, la Puelchoteca, la Plaza Eloy Parra y el Jardín Infantil Los Volcanes. Silvia Morales por su parte, tenía terrenos entre el límite de Santa Filomena con Los Volcanes, hasta calle Reloncaví, abarcando las villas Chiloé, Los Volcanes 6 y 7, Santa Filomena y San Pablo, donde algunos puntos de referencia son actualmente el Centro de Salud Familiar Los Volcanes, la Capilla Santa Cruz, la Escuela Marta Colvin y el Colegio Betania. No menos importante, cabe mencionar finalmente a Marcos Morales, quien tenía tierras entre calle Reloncaví y Cerro Santa Lucía, donde actualmente se ubican los sectores de Lomas de Oriente, Sol de Oriente, Ramón Vinay y Paseo de Aragón.